# Dulce venganza (película de 1984)
Dulce venganza (título original: Sweet Revenge) es una película estadounidense de drama de 1984, dirigida por David Greene, escrita por Andrew Peter Marin, musicalizada por Gil Mellé, en la fotografía estuvo Harry J. May y los protagonistas son Kevin Dobson, Kelly McGillis y Alec Baldwin, entre otros. El filme fue realizado por David Greene Productions y Robert Papazian Productions, se estrenó el 31 de octubre de 1984.

## Sinopsis
Mientras era mayor en el ejército de Estados Unidos, Joe Cheever tiene un romance con la hija de su superior que termina en un embarazo. Cheever persuade a la chica para que se haga un aborto ilegal. El procedimiento sale mal y la chica fallece. Para resguardar su carrera, Cheever implica al capitán Dennison, al cual le destruye la vida. Años después, Katherine, la hermana del capitán, forma matrimonio con el mayor Alex Breen y se asombra al darse cuenta de que su superior es Cheever, ahora coronel. Se obsesiona con un ajuste de cuentas en nombre de su hermano fallecido.